# Campylocera ruwenzoriensis
Campylocera ruwenzoriensis är en tvåvingeart som beskrevs av Vanschuytbroeck 1963. Campylocera ruwenzoriensis ingår i släktet Campylocera och familjen Pyrgotidae.
Artens utbredningsområde är Kongo. Inga underarter finns listade i Catalogue of Life.